# Rhydderch ab Iestyn
Rhydderch ab Iestyn (? – 1033) va ser un rei gal·lès que visqué al segle xi.

## Biografia
Hi ha poca informació sobre Rhydderch ab Iestyn en els annals. Sembla que inicialment governava Gwent i Morgannwg, llocs on el seu fill posteriorment tindria la base del poder. Quan Llywelyn ap Seisyll, rei de Gwynedd i Deheubarth va morir inesperadament el 1023, Rhydderch s'emparà de Deheubarth, sembla que per la força. La Crònica dels Prínceps (Brut y Tywysogion) indica que en l'any 1033, Rhydderch va ser mort pels irlandesos, però no en dona més detalls.
El regne de Deheubarth tornà a la seva dinastia original en les persones de Hywel ab Edwin i el seu germà Maredudd. A l'any següent els germans s'enfrontaren en batalla. En l'any 1045, els fill de Rhydderch Gruffydd arrabassà Deheubarth a Gruffydd ap Llywelyn i el retingué deu anys fins que Gruffydd el recuperà.